# یواس‌اس هملین (ای‌وی-۱۵)
یواس‌اس هملین (ای‌وی-۱۵) (به انگلیسی: USS Hamlin (AV-15)) یک کشتی بود که طول آن ۴۹۲ فوت (۱۵۰ متر) بود. این کشتی در سال ۱۹۴۴ ساخته شد.